# Hà Nội (HQ-182)
Tàu ngầm 182-Hà Nội là tàu ngầm lớp Kilo chạy điện-diesel loại 636 Varshavyanka do Nga chế tạo. Đây là chiếc đầu tiên trong số sáu tàu ngầm lớp Kilo mà Việt Nam đặt mua 2009. Tàu thuộc biên chế của Lữ đoàn Tàu ngầm 189, Quân chủng Hải quân Việt Nam. Cảng nhà tại Cam Ranh.

## Đóng tàu
Trong chuyến thăm của Thủ tướng Việt Nam Nguyễn Tấn Dũng đến Liên bang Nga vào tháng 12 năm 2009, Việt Nam đã đặt mua 6 chiếc tàu ngầm lớp 636 Varshavyanka (NATO gọi là Kilo), bao gồm cả việc huấn luyện thủy thủ đoàn cùng trang thiết bị và vũ khí.
Tàu được khởi đóng vào ngày 25 tháng 8 năm 2010 tại Nhà máy đóng tàu Admiralty (tại thành phố Sankt-Peterburg, Nga).
Ngày 28 tháng 8 năm 2012, lễ hạ thủy chính thức tại nhà máy đóng tàu Admiraltei Verfi, thành phố Sankt-Peterburg, phía bắc Nga.

## Thử nghiệm
Đầu tháng 12 năm 2012, tàu Hà Nội có chuyến ra biển lần đầu tiên, chính thức bắt đầu giai đoạn thử nghiệm nhà máy. Tàu thực hiện quá trình thử nghiệm trên biển ở gần cảng Svetlyi, thuộc Kaliningrad.
Ngày 13 tháng 5 năm 2013, Thủ tướng Việt Nam Nguyễn Tấn Dũng tới thăm nơi đang thử nghiệm tàu Hà Nội để động viên, thăm hỏi các thủy thủ, kiểm tra tiến độ thử nghiệm của tàu ngầm tối tân này.
Đến đầu tháng 6 năm 2013 các thử nghiệm đối với tàu đã hoàn thành.

## Bàn giao
Ngày 7 tháng 11 năm 2013, tàu đã được bàn giao và lên tàu hàng Rolldock Sea (của Hà Lan) ngày 18 tháng 11 năm 2013 để về Việt Nam. Tàu đi từ Biển Baltic ra Đại Tây Dương, vòng qua châu Phi xuống Mũi Hảo Vọng để tới Ấn Độ Dương và thẳng đến Eo biển Malacca.
Ngày 28 tháng 12 năm 2013, tàu Rolldock Sea chở tàu ngầm Hà Nội cập Cảng Singapore để tiếp nhiên liệu. Sau đó tàu nhổ neo trực chỉ Việt Nam trong ngày. Ngày 3 tháng 1 năm 2014 tàu ngầm Hà Nội đã được đưa vào quân cảng Cam Ranh.